# 阿韦尔东
阿韦尔东（法語：Averdon，法語發音：[avɛʁdɔ̃]）是法国卢瓦-谢尔省的一个市镇，位于该省中部略偏北，属于布卢瓦区。

## 地理
阿韦尔东（47°41'4"N, 1°17'43"E）面积29.14 平方千米，位于法国中央-卢瓦尔河谷大区卢瓦-谢尔省，该省份为法国中北部省份，北起厄尔-卢瓦省，东北接卢瓦雷省，东南接谢尔省，南至安德尔省，西南接安德尔-卢瓦尔省，西北接萨尔特省。
与阿韦尔东接壤的市镇（或旧市镇、城区）包括：博斯地区尚皮尼、拉沙佩勒-旺多穆瓦斯、科南、福塞、马罗勒、马沃、米尔桑、维莱尔邦。

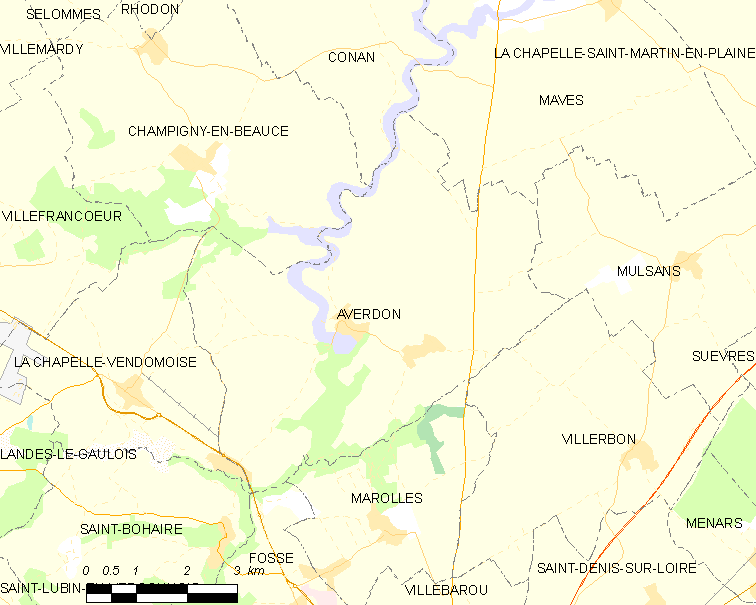
阿韦尔东的OSM定位图

阿韦尔东的时区为UTC+01:00、UTC+02:00（夏令时）。

## 行政
阿韦尔东的邮政编码为41330，INSEE市镇编码为41009。

## 政治
阿韦尔东所属的省级选区为卢瓦尔河畔沃赞县。

## 人口

1962-2008年间阿韦尔东人口变化图示

阿韦尔东于2022年1月1日时的人口数量为677人。